# 陸上自衛隊生徒

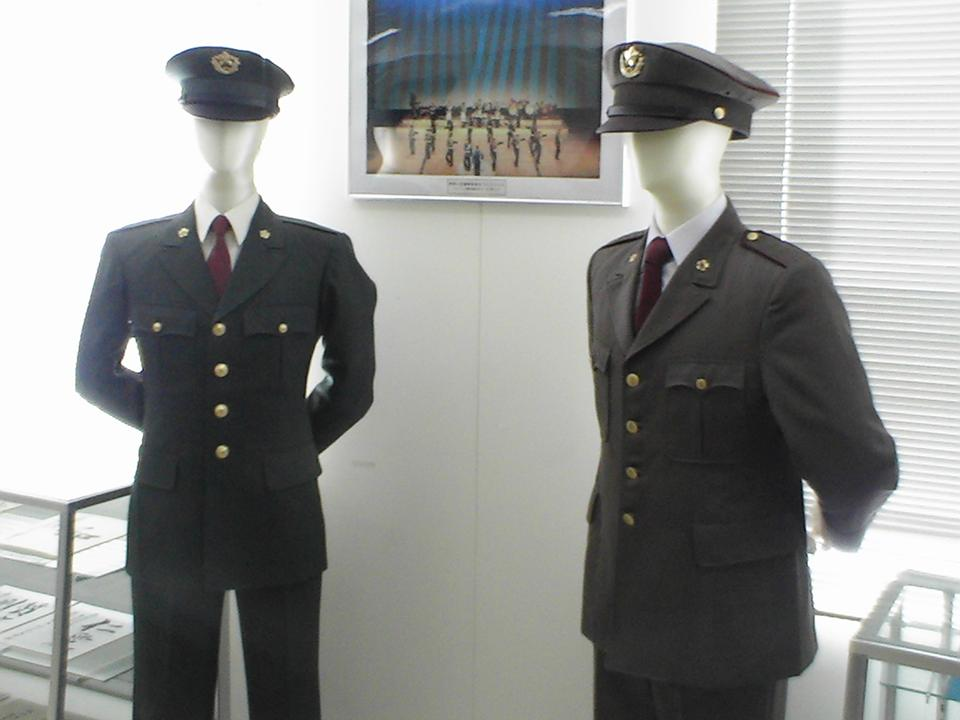
陸上自衛隊生徒の制服

陸上自衛隊生徒（りくじょうじえいたいせいと）とは、陸上自衛隊において、もっぱら教育訓練のみを受ける曹予定者のことである（自衛隊法施行規則（昭和29年総理府令第40号）第24条第2項ただし書き参照）。
若年時から教育を施して、技術部門における曹を養成するための制度であり、昭和30年の制度開始から延べ17,000名を採用してきた。「少年自衛官」の俗称もある。従来の陸上自衛隊生徒は3等陸士の階級に任命されると共に陸上自衛隊少年工科学校に入校を命ぜられた。卒業生の約9割が最終的に幹部に任官し、一部は1佐以上の高級幹部になるなど活躍している。
なお、本制度は防衛省における総人件費削減の一環として平成21年度入隊者を最後に募集を終了、現在は定数外自衛隊員の「陸上自衛隊高等工科学校生徒」となっている。

## 沿革
- 1954年（昭和29年）11月20日：募集開始[1]

※同時に募集された航空自衛隊と合わせて、採用数の約35.5倍の応募があった。
- 1955年（昭和30年）4月7日：生徒制度開始[2]

※要員区分に応じて、施設学校・通信学校・武器学校の各生徒教育隊へ140名が3等陸士として入隊、1959年（昭和34年）4月に課程を修了して120名が3等陸曹に任じられた。
※生徒の募集に当たっては、日本教職員組合から「少年自衛隊員」募集の改善要望が防衛庁に寄せられ、1955年1月19日、両者の間で教育委員会や学校を隊員募集の窓口としないことなどを了解している。
- 1959年（昭和34年）8月13日：陸上自衛隊生徒教育隊が編成完結[2]

※施設学校・通信学校・武器学校の各生徒教育隊を武山駐屯地に集約、「生徒教育隊」として前期教育（3年間）を担当
- 1960年（昭和35年）4月：第6期生より520名体制[4]
- 1961年（昭和36年）4月：神奈川県立湘南高等学校通信制との提携を開始。

※これにより4年間の教育終了とともに同校通信制課程卒業資格を取得できることとなった（授業料は給料から差し引き）
- 1963年（昭和38年）8月15日：生徒教育隊が少年工科学校に改編される。
- 1979年（昭和54年）4月：第25期生より250名体制[4]
- 1988年（昭和63年）：卒業単位3年制に移行[4][5]
- 2008年（平成20年）4月：提携校を神奈川県立横浜修悠館高等学校に変更
- 2009年（平成21年）5月27日：第171回国会において生徒を自衛官の定数外とする防衛省設置法改正案が可決・成立。

※これにより平成21年度募集分以降、生徒の身分は防衛大学校の学生と同様の定員外自衛隊員としての「生徒」という新たな制度に改められる。

## 制度の特色

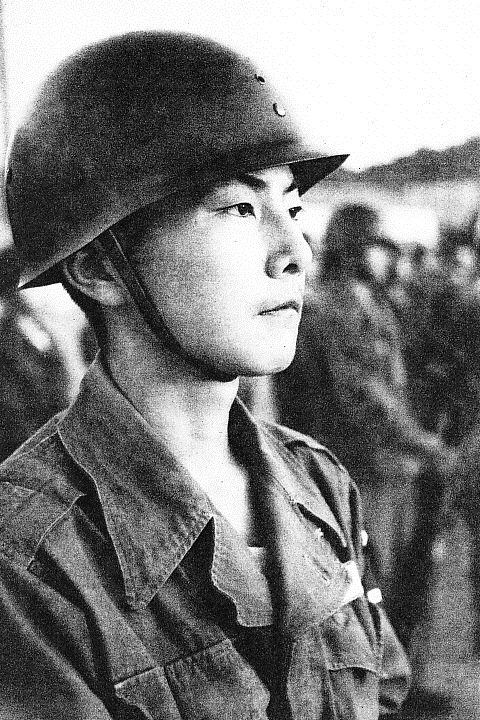
陸上自衛隊生徒（1959年）

陸上自衛隊生徒は、中学校卒業者から採用される非任期制隊員（特別職国家公務員）で、3等陸士に採用される。任用権者は陸上幕僚長。
4年間の課程修了時に3等陸曹に昇任するとともに高等学校卒業資格を取得することができた。前期教育を行う少年工科学校は一条校でなく卒業時には高卒資格を持たないため、防衛大学校、航空学生等を受験する時は大学入学資格検定を受験し合格しなければならなかった。
1988年の卒業単位の改正に伴い少年工科学校卒業時に高等学校卒業資格を得ることができるようになり、前述の大検なしで防衛大学校、航空学生等へ進むことも可能になった。一時期は「生徒枠」といわれる推薦枠が存在。なお、陸上自衛隊生徒は制度創設から第55期生の募集まで、男子のみを対象とした制度であった。年齢制限により、高等学校卒業者は採用されることはなく、中学校卒業者のみによって構成されるものである。

## 身分及び人事管理
入隊と同時に少年工科学校に入校を命ぜられ3年間の前期教育を行う。2学年終了時までは全生徒に一律の教育が行われるが3学年進級時に課程 分けを行う。それぞれ電子科、機械科、航空科、土木科、応用化学科、に分かれ別カリキュラム で教育を受ける。3学年終了前に各々職種を選択し、高射特科は高射学校へ、航空科は航空学校霞ヶ浦校へ、通信科は通信学校へ、武器科は武器学校へ、施設科は施設学校へ、機甲科と野戦特科は富士学校へそれぞれ入校し中期教育 として8～9か月間行われる。その後各部隊へ配属され部隊実習の形で後期教育を行い、丸4年の生徒課程の終了時をもって3曹に任官する。生徒教育では技術部門を担当する初級陸曹として基礎的に必要とする識能及び体力を与えるとともに品性を陶冶し、将来陸上自衛隊の中堅となるための素地を養うことを教育方針としている。
3士制度
自衛隊法上は、3等陸士の階級に指定される自衛官を陸上自衛隊生徒に限定はしておらず、同法第36条第1項は3等陸士を含めて任期の定めを置いている。もっとも、3等陸士の階級は陸上自衛隊生徒に採用された者の階級としてのみ運用されており、一般隊員として入隊した者には2等陸士の階級が指定されている。また、自衛隊生徒の任用等に関する訓令第2条により、陸上自衛隊生徒については自衛隊法第36条第1項の適用を受けない非任期制隊員となっている。なお、3等陸士の階級は平成22年10月1日付をもって廃止された。ただし、陸上自衛隊生徒として採用された第55期生までは3士の階級廃止後も身分は自衛官のままであり、従前の教育を受けていた。
昇任
- 採用時：3士（3等陸士）
- 1年6月：2士（2等陸士）
- 2年：1士（1等陸士）
- 3年：士長（陸士長）
- 4年（修了時）：3曹（3等陸曹）

服制
通常の陸士の制服にえんじ色のネクタイを着用する。えんじ色のネクタイを着用するのは、陸上自衛官の中でも陸上自衛隊生徒のみである。陸曹候補者徽章（甲）を両襟に着用する。帽子は正帽や作業帽の他に、期別ごとに色が分けられている識別帽を着用することが多い。以前は正帽・襟・肩章・袖に赤い一本線を引いていたが、91式制服への更新と共に廃止された。勤務に応じて勤務腕章、生徒会役員や模範生徒などの役職に応じて徽章を着用する。
教育期間中における役職等
成績優秀者をもって生徒隊生徒会長として創立記念式典時において部隊指揮官を務める他、各学年の指揮を担う事も多い。

## 関連法令
- 自衛隊法施行規則（昭和29年総理府令第40号） 第24条第2項ただし書き
- 自衛隊生徒の任用等に関する訓令（昭和30年防衛庁訓令第51号）

## ギャラリー

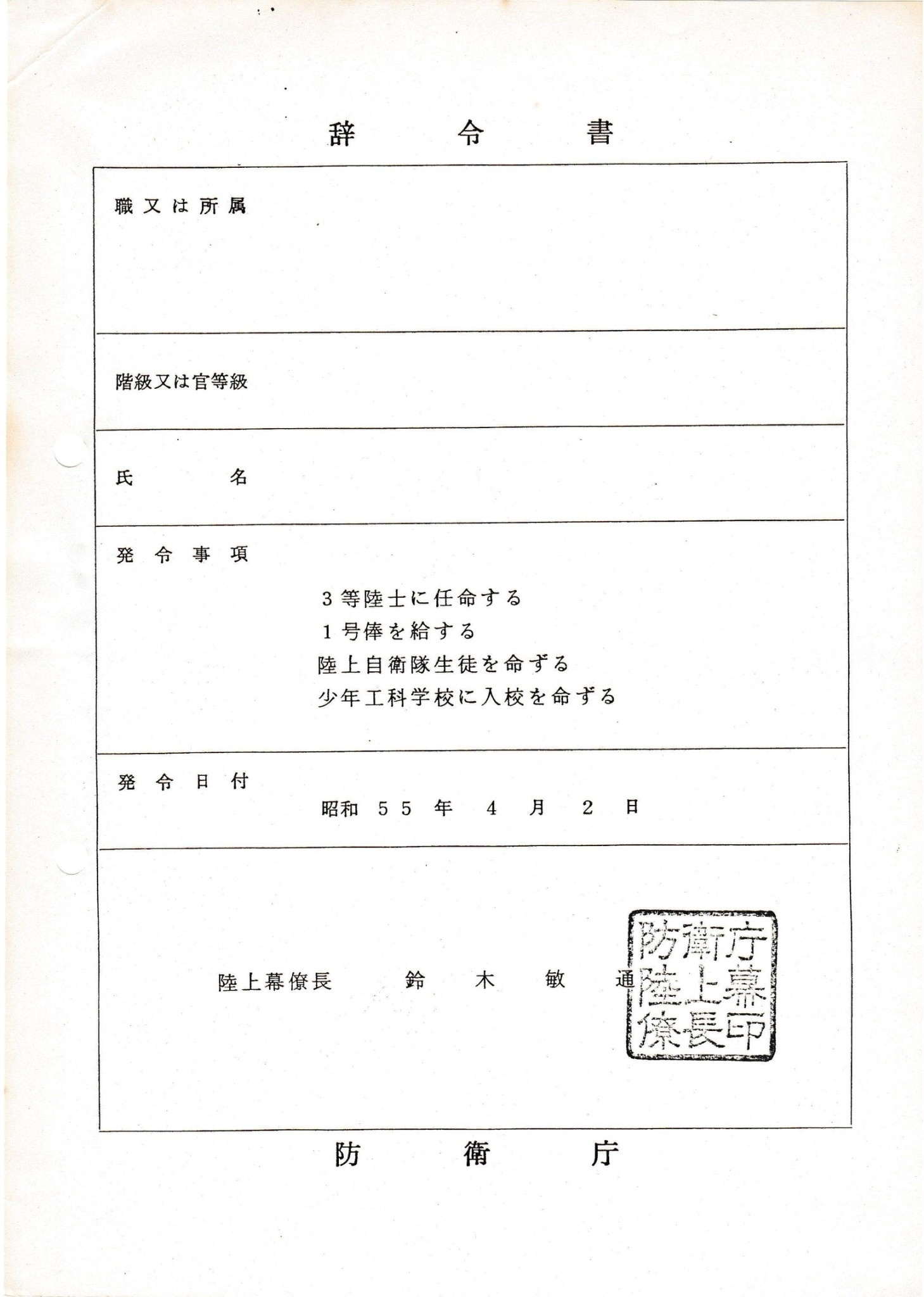
辞令書

## 出身の著名人

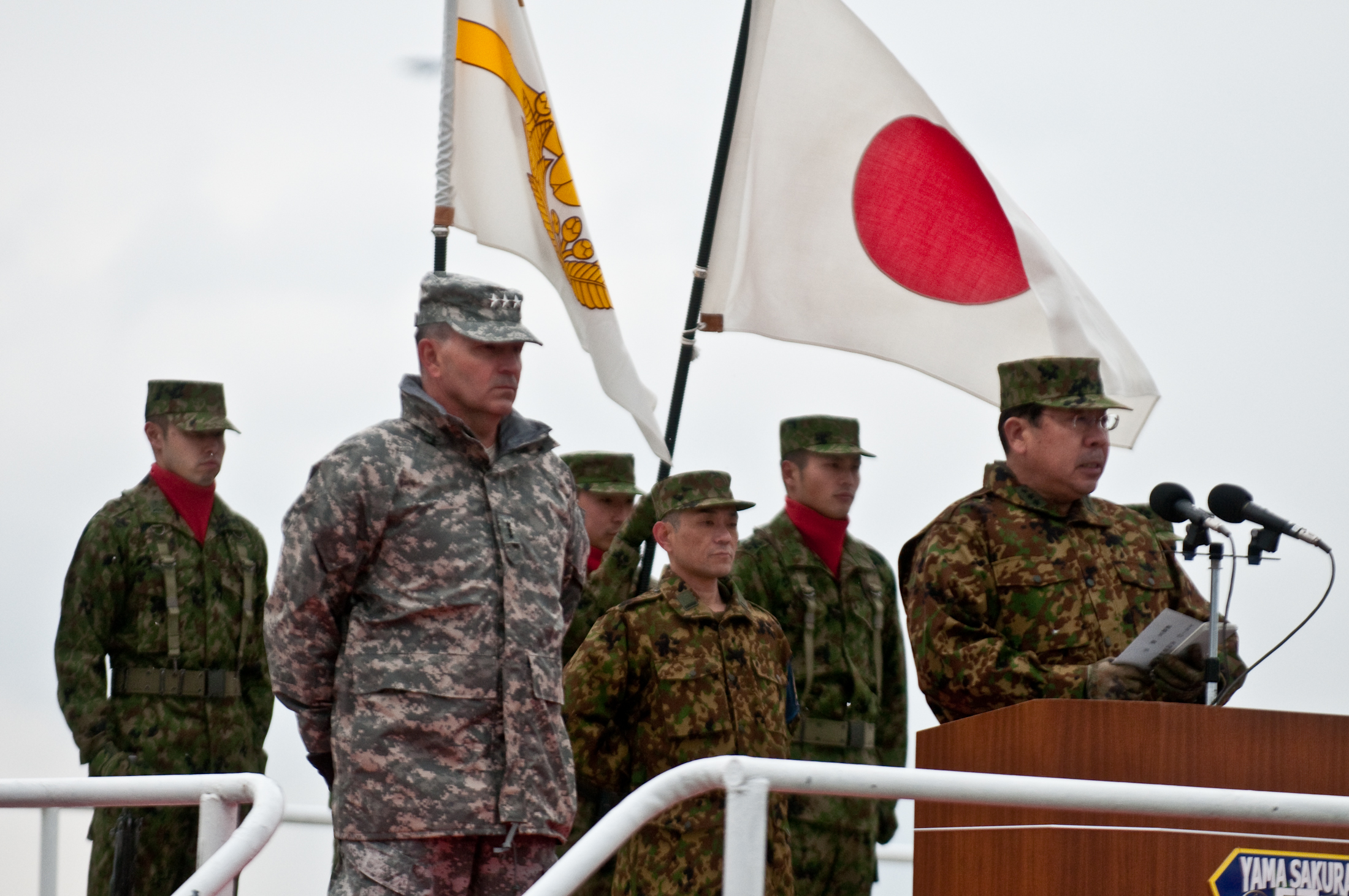
酒井健・第31代北部方面総監

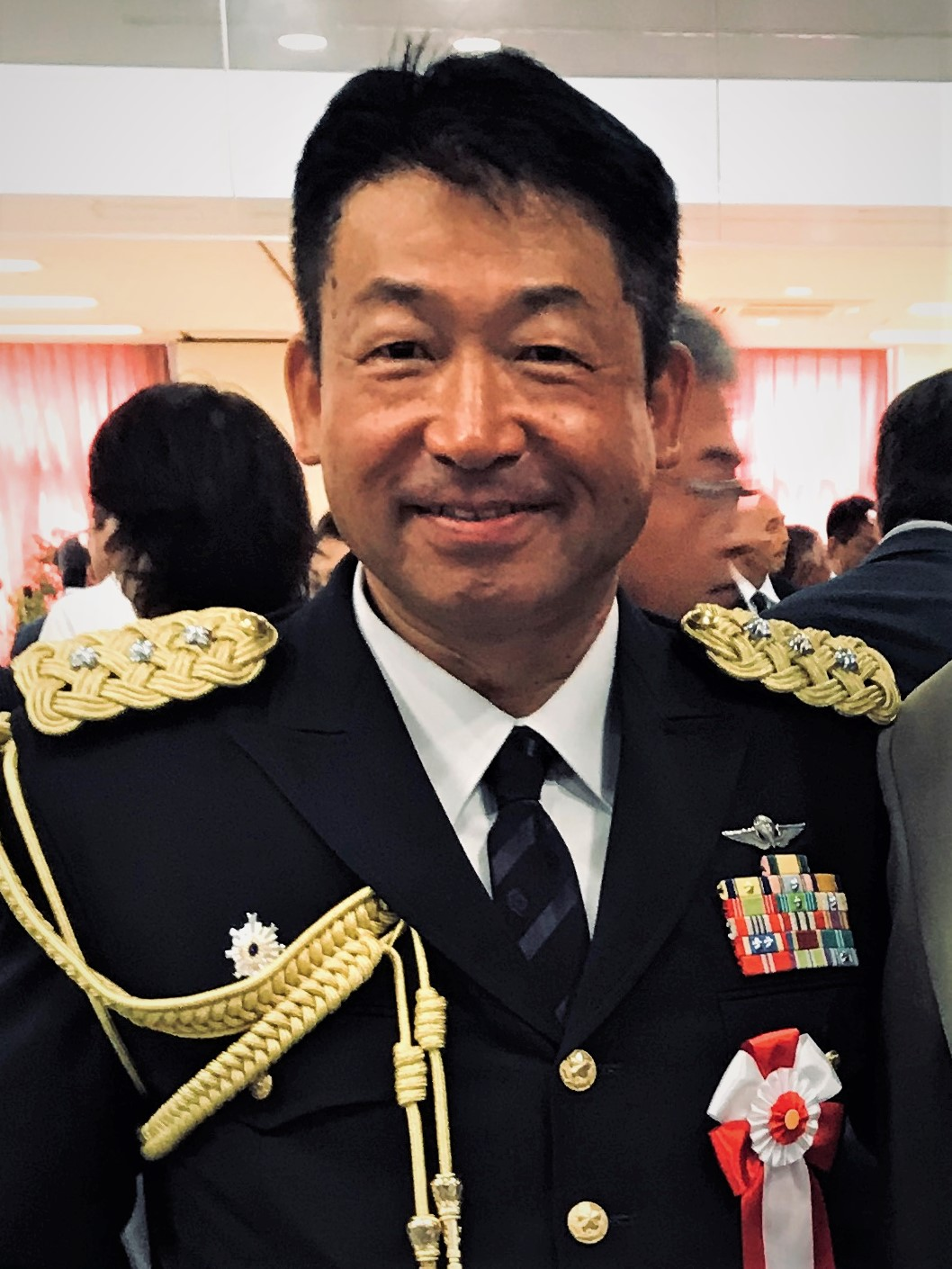
竹本竜司 第39代西部方面総監

- 柴岡三千夫 - 生徒13期、日本体育大学卒、元自衛官、生徒出身者として初めて4年制大学を創立、現日本ウェルネススポーツ大学学長 学校法人タイケン学園理事長 等数多くの学校を全国的に経営している。
- 江藤小三郎 - 思想家、社会運動家、憂国烈士（生徒第7期）
- 小川和久 - 静岡県立大学特任教授、国際変動研究所理事長、軍事アナリスト（生徒第7期⇒同志社大中退）
- 折口雅博 - グッドウィル・グループ元代表取締役（生徒23期→防大28期）
- 神浦元彰 - 軍事ジャーナリスト（生徒12期中退）
- 三淵啓自 - デジタルハリウッド大学教授（生徒→防衛大学校、スタンフォード大学院にて修士号取得後、米オムロン研究員を経て現職）
- 中村ケイジ - 作家、歴史群像大賞奨励賞受賞（生徒25期、大阪工大中退、同志社大）
- 神家正成 - 作家、第13回『このミステリーがすごい!』大賞、優秀賞受賞
- 若宮清 - ジャーナリスト 早稲田大学社会システム工学研究所客員教授
- 畑満秀 - バルセロナ・アトランタ・シドニー・アテネ五輪カヌー日本代表監督。日本ウェルネススポーツ大学准教授
- 渡会正純 - 生徒9期。作家。曹洞宗宗学研究員、東邦音楽大学非常勤講師、大本山総持寺祖院副寺兼講師）
- 岩尾俊兵 - 慶應義塾大学准教授、経営学者（生徒→東京大学卒）
- 樋山周造 - 元陸将・西部方面総監（第25代・生徒3期→防大8期）
- 高橋亨 - 元海将・海上自衛隊航空集団司令官（第29代・生徒7期→神奈川大学）
- 廣瀬清一 - 元陸将・陸上自衛隊幹部学校長（第32代・生徒9期→防大17期）
- 宮﨑悟介 - 元陸将補・中央業務支援隊長（第3代・生徒10期→中央大学）
- 武田正徳 - 元陸将・第1師団長（第30代・生徒12期→法政大学通信制）
- 酒井健 - 元陸将・北部方面総監（第31代・生徒13期→防大19期）
- 佐藤修一 - 元陸将・第2師団長（第30代・生徒13期→防大19期）
- 加瀬静夫 - 元陸将補・陸上自衛隊警務隊長（生徒14期→防大20期）
- 小原繁 - 元陸将補・第1高射特科団長（生徒14期→中央大学商学部）
- 西村金一 - 元1等陸佐・軍事評論家（生徒14期→法政大学文学部）[17]
- 安部隆志 - 元陸将・補給統制本部長（第9代・生徒15期→防大21期）
- 千葉徳次郎 - 元陸将・北部方面総監（第32代・生徒15期→防大21期）
- 山形克己 - 元陸将補・末代（第24代）少年工科学校長及び初代高等工科学校長（生徒15期→防大20期）
- 井上武 - 元陸将・陸上自衛隊富士学校長（第39代・生徒16期→防大22期）
- 渡部博幸[18] - 元陸将・陸上自衛隊富士学校長（生徒19期→國學院大學）、情報提供者
- 富樫勝行 - 元陸将補・第12旅団長 自衛隊情報保全隊司令（生徒20期→防大25期）
- 小和瀬一 - 元陸将・陸上総隊司令部幕僚長・第4代高等工科学校長（生徒24期→東京理科大学卒）[19]
- 滝澤博文 - 元陸将補・第6師団副師団長・第5代高等工科学校長（生徒24期[19]→防大29期）
- 梅田将 - 元陸将補・警務隊長(生徒25期→神奈川大学)
- 六車昌晃 - 元陸将補・陸上自衛隊武器学校長 (生徒25期→日本大学)
- 仲村覚 - 少年工科学校（生徒25期）、一般社団法人 日本沖縄政策研究フォーラム 理事長
- 竹本竜司 - 元陸将・第6代陸上総隊司令官(生徒26期→防大31期)
- 堀江祐一 - 元陸将補・北海道補給処長・第6代高等工科学校長 (生徒26期[19]→日本大学)
- 濱田博之 - 元陸将補・自衛隊大阪地方協力本部長(生徒26期→東京理科大学)
- 岩名誠一 - 元陸将補・第7代高等工科学校長[20] (生徒27期→防大32期)
- 佐藤信知[6][21] - 空将補・航空救難団司令 (生徒28期→防大34期）F-15戦闘機パイロット
- 富崎隆志−陸将補・東部方面総監部幕僚長・第8代高等工科学校長(生徒29期→法政大学）
- 玉尻聖 - 少年工科学校、立命館大学卒。大阪府協同組合専務、大阪市団体理事
- 木皿昌司 - 少年工科学校、日本大学卒業後、アクサ生命執行役員
- 澤田直宏 - 少年工科学校卒（生徒15期）、創価大学卒、弁護士事務所所長
- 尾崎定幸 - 少年工科学校（生徒12期）、北海道大学法学部卒、弁護士、弁護士事務所所長
- 秋月史成 - 少年工科学校（生徒31期）、和歌山県議会議員
- 水島大宙 - 少年工科学校（生徒38期）、声優[22]
- 上村一郎 - 少年工科学校（生徒42期）、東かがわ市長
- 仁木崇嗣 - 少年工科学校（生徒48期）、一般社団法人ユースデモクラシー推進機構代表理事、早稲田大学招聘研究員